# Seven Girls' H(e)avens
『Seven Girls' H(e)avens』(セヴン・ガールズ・ヘヴンズ) は、日本のシンガーソングライター・キタニタツヤのアルバム。2019年9月25日にEmo, Alternative & Cool.から発売された。

## 概要
本作は、シンガーソングライター・キタニタツヤの2作目のアルバムである。
本作は「人の居場所、逃げ場」がテーマとなっている。キタニはこのテーマについて、「フラストレーションのやり場を持てない人に色々な逃げ場の例を提示するような曲を並べた」と述べている。
前作『I DO (NOT) LOVE YOU.』ではソングライティング、演奏、ミックスなど、マスタリング以外のすべての作業をキタニ一人で完結させていたが、本作ではサポート・ミュージシャンがレコーディングに参加した楽曲が収録されているほか、yasu(Tinkle-POP)がミックスを担当している。
また音楽性も、オルタナティヴ・ロックが中心だった『I DO (NOT) LOVE YOU.』から変化し、トラップチックなビートを取り入れた「Sad Girl」や、ファンク、カクテル・ディスコ調の「クラブ・アンリアリティ」など、全体的にクラブライクでメロウな作風となっている。これは「ライヴで一緒に歌ったり、身体が勝手に動いたりする"身体全体で楽しめる音楽"にする」という本作のコンセプトによるものである。

## 収録曲
| 全作詞・作曲・編曲: キタニタツヤ。 |                            |              |              |      |
| #                                  | タイトル                   | 作詞         | 作曲・編曲   | 時間 |
| 1.                                 | 「Stoned Child」           | キタニタツヤ | キタニタツヤ | 2:51 |
| 2.                                 | 「花の香」                 | キタニタツヤ | キタニタツヤ | 3:11 |
| 3.                                 | 「トリガーハッピー」       | キタニタツヤ | キタニタツヤ | 3:31 |
| 4.                                 | 「Sad Girl」               | キタニタツヤ | キタニタツヤ | 3:12 |
| 5.                                 | 「君のつづき」             | キタニタツヤ | キタニタツヤ | 3:37 |
| 6.                                 | 「穴の空いた生活」         | キタニタツヤ | キタニタツヤ | 4:41 |
| 7.                                 | 「クラブ・アンリアリティ」 | キタニタツヤ | キタニタツヤ | 3:59 |
| 合計時間:                          | 合計時間:                  | 25:02        |              |      |

## クレジット
All songs written and arranged by キタニタツヤ

All songs mixed and mastered by yasu(Tinkle-POP)
Stoned Child
- Drums：佐藤丞
- All Other Instrument & Programming：キタニタツヤ

花の香
- All Instrument & Programming：キタニタツヤ

トリガーハッピー
- All Instrument & Programming：キタニタツヤ

Sad Girl
- All Instrument & Programming：キタニタツヤ

君のつづき
- All Instrument & Programming：キタニタツヤ

穴の空いた生活
- Acoustic Guitar：グシミヤギ ヒデユキ
- Drums：佐藤ユウスケ
- All Other Instrument & Programming：キタニタツヤ

クラブ・アンリアリティ
- Drums：佐藤ユウスケ
- All Other Instrument & Programming：キタニタツヤ

## ライブ
2020年1月16日より、本作のリリースツアー「TOUR 2020 "Seven Girls' H(e)avens"」が開催された。1月16日から1月19日にかけて東京、大阪、名古屋の3都市を巡った。なお、このツアーがキタニタツヤとして初のワンマンツアーとなった。

### 日程
| 公演年 | 公演日  | 会場                     | 備考 | 出典  |
| ------ | ------- | ------------------------ | ---- | ----- |
| 2020年 | 1月16日 | 大阪LIVE SQUARE 2nd LINE |      | [ 7 ] |
| 2020年 | 1月17日 | 名古屋ell.SIZE           |      | [ 7 ] |
| 2020年 | 1月19日 | 下北沢SHELTER            |      | [ 7 ] |

### セットリスト
ツアーファイナルの東京公演より。
- 本編

1. 悪魔の踊り方
2. Stoned Child
3. 花の香
4. トリガーハッピー
5. Sad Girl
6. 記憶の水槽
7. きっとこの命に意味は無かった
8. 夢遊病者は此岸にて
9. 夜がこわれる
10. I DO NOT LOVE YOU.
11. 輪郭
12. 君のつづき
13. クラブ・アンリアリティ

- アンコール

1. 君が夜の海に還るまで
2. 波に名前をつけること、僕らの呼吸に終わりがあること。
3. 芥の部屋は錆色に沈む

### ライブメンバー
- Vocal, Bass：キタニタツヤ
- Guitar：秋好佑紀
- Drums：佐藤ユウスケ